# Томас Кокоскир
- Не следует путать с однофамильцем, Героем Советского Союза Ясоном Кокоскерия.

Томас Кокоскир (настоящее имя — Виктор Кутович Кокоскерия, 22 июля 1942 — 20 января 1994) — советский абхазский певец (баритон), киноактёр, Народный артист Абхазской АССР (1990). Известен ролями в фильмах «Белый башлык» (1975) и «Сердца трёх» (1992).

## Биография
Родился 22 июля 1942 года в селе Бзыбь Гагрского района.
Обучался пению в Сухумском музыкальном училище.
В 1964 году окончил Сухумский индустриальный техникум.
В 1973 году окончил Московский музыкально-педагогический институт им. Гнесиных по специальности «педагог-вокалист» и год был актёром Московского музыкального театр им. Станиславского и Немировича-Данченко, где исполнял партии из опер «Свадьба Фигаро» Моцарта, «Дон Паскуале» Доницетти, «Травиата» Верди.
В это время снялся в вышедшем в 1975 году художественном фильме «Белый башлык» по мотивам поэмы Народного поэта Баграта Шинкуба «Песня о скале», исполнив главную роль Хаджарата Кяхба, снискав любовь зрителей, признание критиков, став на родине в Абхазии олицетворением истинно народного героя, символом свободы.

Мужественное, резкой, «скальной» лепки лицо Хаджарата (Томас Кокоскир): обаяние силы и достоинства в глазах, в уголках плотно сомкнутых губ — раздумье и улыбка.— журнал Искусство кино, 1976 год

Особенно впечатлил главный актер Томас Кокоскир, который так показывает своего героя, что он заслуживает доверия, а не как недостижимого кумира. Оригинальный текст (нем.)hat vor allem der Hauptdarsteller Tomas Kokoskir beeindruckt, der seinen Helden so bringt, daß er glaubwürdig ist und kein unerreichbares Idol.— вострочно-германская газета Freie Welt, 1976 год
Несмотря на успех в дальнейшем в кино не снимался, за исключением роли второго плана в фильме 1992 года «Сердца трёх».
В 1974 году вернулся в Сухуми, был солистом Абхазской государственной филармонии, затем ведущим солистом Государственного заслуженного ансамбля песни и танца Абхазии, выступал на сцене Абхазского государственного драматического театра им. Самсона Чанба, сольно выступал и в эстрадном ансамбле «Орайда».
В 1992—1993 годах участвовал в абхазско-грузинской войне, был командиром роты, после войны продолжал службу командиром группы резервистов Бзыбского батальона в Галском районе.
Погиб в январе 1994 года, подорвавшись на вражеской мине под городом Гали при выезде на неспокойный рубеж на реке Ингури.

## Фильмография
- 1974 — Белый башлык — Хаджарат Кяхба
- 1992 — Сердца трёх — Энрико Солано

## Награды и звания
- Заслуженный артист Абхазской АССР (07.03.1975)
- Народный артист Абхазской АССР (13.06.1990)

## Память
В 2014 году Дому культуры города Гагра присвоено имя Томаса Кокоскира, на стене ДК был открыт барельеф с изображением актёра.